# Renan Zanatta Buiatti
Renan Zanatta Buiatti est un joueur brésilien de volley-ball, né le 10 janvier 1990, à Uberlândia (Minas Gerais). Il mesure 2,17 m et joue attaquant. Il est international brésilien.

## Clubs
| Club                        | De        | À         |
| --------------------------- | --------- | --------- |
| ACD São Bernardo            | 2009-2010 | 2012-2013 |
| Sesi São Paulo              | 2013-2014 | 2013-2014 |
| PRC Ravenne                 | 2014-2015 | 2014-2015 |
| Vero Volley Monza           | 2015-2016 | 2015-2016 |
| Sada Cruzeiro               | 2016-2017 | 2016-2017 |
| Rio de Janeiro VC           | 2017-2018 | 2017-2018 |
| New Mater Castellana Grotte | 2018-2019 | 2018-2019 |
| Sorgun Belediyespor         | 2018-2019 | 2018-2019 |
| Brasil VC                   | 2019-2020 | 2019-2020 |
| Tourcoing LMVB              | 2020-2021 | en cours  |

## Palmarès

### Sélection nationale
- Championnat du monde U21 (1)
  -  : 2009.
- Championnat d'Amérique du Sud (3)
  -  : 2013, 2015, 2017.
- Coupe panaméricaine (1)
  -  : 2013.
- Grand Champions Cup (1)
  -  : 2017.
- Ligue mondiale
  -  : 2013, 2017.
- Championnat du monde
  -  : 2014.
- Jeux panaméricains
  -  : 2015.
- Universiade d'été
  -  : 2011.

### Club
- Championnat du Brésil
  - Finaliste : 2014.
  - Troisième : 2018.
- Coupe du Brésil
  - Finaliste : 2014.
- Championnat de Turquie - Division 2
  - Troisième : 2019.

### Distinctions individuelles
- 2009 : Championnat du monde U21 — Meilleur contreur
- 2015 : Jeux panaméricains — Meilleur pointu
- 2017 : Championnat du Brésil — Meilleur contreur